# سربیشه (ایلام)
سربیشه، روستایی در دهستان محمودآباد بخش سیوان شهرستان ایلام در استان ایلام ایران است.

## جمعیت
بر پایه سرشماری عمومی نفوس و مسکن در سال ۱۳۹۵، جمعیت این روستا برابر با ۳۳ نفر (۹ خانوار) بوده‌است.